# Marolterode
Marolterode település Németországban, azon belül Türingiában. Lakosainak száma 296 fő (2023. december 31.).

## Népesség
A település népességének változása:
| Lakosok száma | 327  | 327  | 317  | 304  | 296  |
|               | 2017 | 2019 | 2021 | 2022 | 2023 |